# Spermacoce phaeosperma
Spermacoce phaeosperma är en måreväxtart som beskrevs av Harwood. Spermacoce phaeosperma ingår i släktet Spermacoce och familjen måreväxter. Inga underarter finns listade i Catalogue of Life.